# Neuapostolische Kirche (Berlin-Prenzlauer Berg)

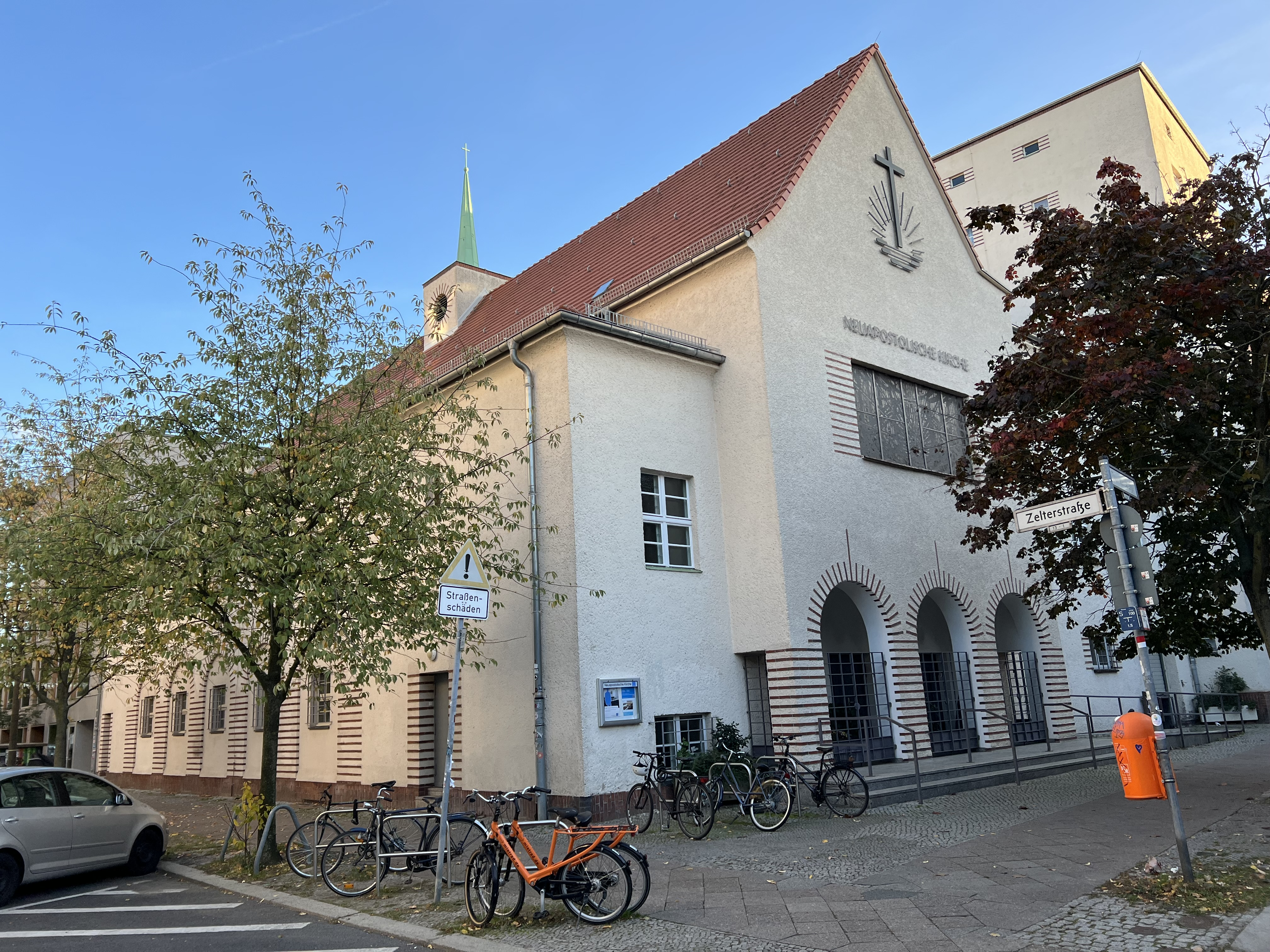
Neuapostolische Kirche und Gemeindehaus

Die 1933 bis 1934 errichtete  Neuapostolische Kirche  und das Gemeindehaus stehen in der Zelterstraße 13 Ecke Dunckerstraße 31 in Berlin-Prenzlauer Berg. Sie wurde von Bruno Nerlich entworfen.

## Geschichte
Die Entstehung der apostolischen Gemeinden reicht bis in die 1830er Jahre zurück. Es wurden im Vereinigten Königreich zwölf Apostel berufen, unter ihnen Thomas Carlyle, die die Christenheit auf die nahe Parusie vorbereiten sollten. Diese Männer, begründeten die katholisch-apostolischen Gemeinden, die nach 1842 in Deutschland Fuß fassten. Carlyle siedelte im Januar 1848 nach Berlin über. Am 19. März wurde zum ersten Mal in Berlin ein Gottesdienst nach apostolischem Ritus gefeiert. Ende des 19. Jahrhunderts nahm das Wachstum der Gemeinden weiter zu. In dieser Zeit entstanden im Berliner Raum die vier Hauptgemeinden der Neuapostolischen Kirche, und zwar die Gemeinden Schöneberg, Nordwest (heute Charlottenburg), Reinickendorf und Tempelhof. Die Mitgliederzahlen stiegen weiter an, sodass am 1. April 1911 eine weitere Gemeinde, die heutige Gemeinde Berlin-Prenzlauer Berg, mit rund 130 Mitgliedern gegründet wurde. Das Kirchenlokal befand sich zunächst in einer Fabrik. Ab 3. September 1922 diente die Aula des ehemaligen Königsstädtischen Oberlyzeums in der Greifswalder Straße als Versammlungsraum. Durch das stetige Wachstum der Gemeinde war auch dieser Raum bald zu klein. Deshalb wurde in den Jahren 1933/34 ein eigenes Gotteshaus in der Dunckerstraße Ecke Zelter Straße errichtet, das am 16. September 1934 eingeweiht wurde.
Die Kirche besaß zu der damaligen Zeit noch keine Orgel, als Instrument diente ein Harmonium. Erst im Jahre 1938 erhielt die Kirche eine Orgel aus der Kirche im Johannesstift, die eine neue Orgel bekam. Bis auf kleine Beschädigungen überstand die Kirche den 2. Weltkrieg. In den Jahren 1958/59 wurde die Kirche renoviert und das Wohnhaus und die Büroräume für die Verwaltung umgebaut. Ende der sechziger Jahre wurde die Gemeinde in „Berlin-Prenzlauer Berg“ umbenannt.
Als Ersatz für die Orgel auf der Chorempore wurde eine elektronische Orgel installiert. Das im Giebel, an der Rückwand der Chorempore, vorhandene große Fenster wurde durch ein Beton-Buntglasfenster ersetzt, in dem auch das Emblem der Neuapostolischen Kirche wiedergegeben ist. Die elektronische Orgel wurde im Laufe der Zeit störanfällig, deshalb wurde eine neue Orgel der Firma Sauer angeschafft, die am 8. Juli 1984 eingeweiht wurde.
Am 18. Juni 2017 fusionierten aus finanziellen Aspekten die bisherigen Kirchenbezirke Eberswalde und Berlin-Nord zum neuen Bezirk Berlin-Brandenburg-Nord.

## Beschreibung
Das Kirchenschiff steht längs der Zelter Straße 31. Das Portal im Giebel mit seinen 3 rundbogigen Arkaden liegt in der Dunckerstraße. Daneben befindet sich das Gemeindehaus, daran anschließend in geschlossener Bauweise das Wohnhaus. Das Kirchenschiff ist mit einem Satteldach bedeckt, das einen Dachreiter trägt.